# جيم دريك
جيم دريك (بالإنجليزية: Jim Drake)‏ هو مخرج أمريكي، ولد في 2 ديسمبر 1944 في الولايات المتحدة.

## وصلات خارجية
- جيم دريك على موقع IMDb (الإنجليزية)
- جيم دريك على موقع ألو سيني (الفرنسية)
- جيم دريك على موقع أول موفي (الإنجليزية)
- جيم دريك على موقع قاعدة بيانات الأفلام السويدية (السويدية)
- جيم دريك على موقع قاعدة بيانات الفيلم (الإنجليزية)
- جيم دريك على موقع كينوبويسك (الروسية)